# Maria Podolec
Maria Podolec z domu Wałczyńska (ur. 24 kwietnia 1952 w Kole) – polska działaczka opozycyjna z okresu PRL-u.

## Życiorys
Maria Podolec w 1971 rozpoczęła pracę w Zakładach Przemysłu Dziewiarskiego „Jarlan” w Jarosławiu. Po wprowadzeniu stanu wojennego działała w podziemnych strukturach NSZZ „Solidarność” w grupie Kazimierza Ziobry. Zajmowała się m.in. kolportowaniem wydawnictw podziemnych. Służba Bezpieczeństwa podejrzewała ją o przechowywanie części matryc skradzionych z magazynu w miejscowej hucie szkła. W efekcie SB przeprowadziła przeszukanie jej mieszkania 28 sierpnia. Podczas drugiego przeszukania, 14 października 1982, została także zatrzymana. Była inwigilowana przez SB w latach 1982–1987.

## Odznaczenia
- 2018 – Krzyż Wolności i Solidarności „za zasługi w działalności na rzecz niepodległości i suwerenności Polski oraz respektowania praw człowieka w Polskiej Rzeczypospolitej Ludowej”[3]
- 2021 – Krzyż Oficerski Orderu Odrodzenia Polski „za wybitne zasługi w działalności na rzecz przemian demokratycznych w Polsce”[4]